# Castell de Bürresheim
El castell de Bürresheim es troba prop de Mayen a l'estat federat alemany de Renània-Palatinat. Està aïllat en un paisatge de muntanyes boscoses i rierols. Pot considerar-se "germà" del castell d'Eltz per la seva semblança.

## Descripció

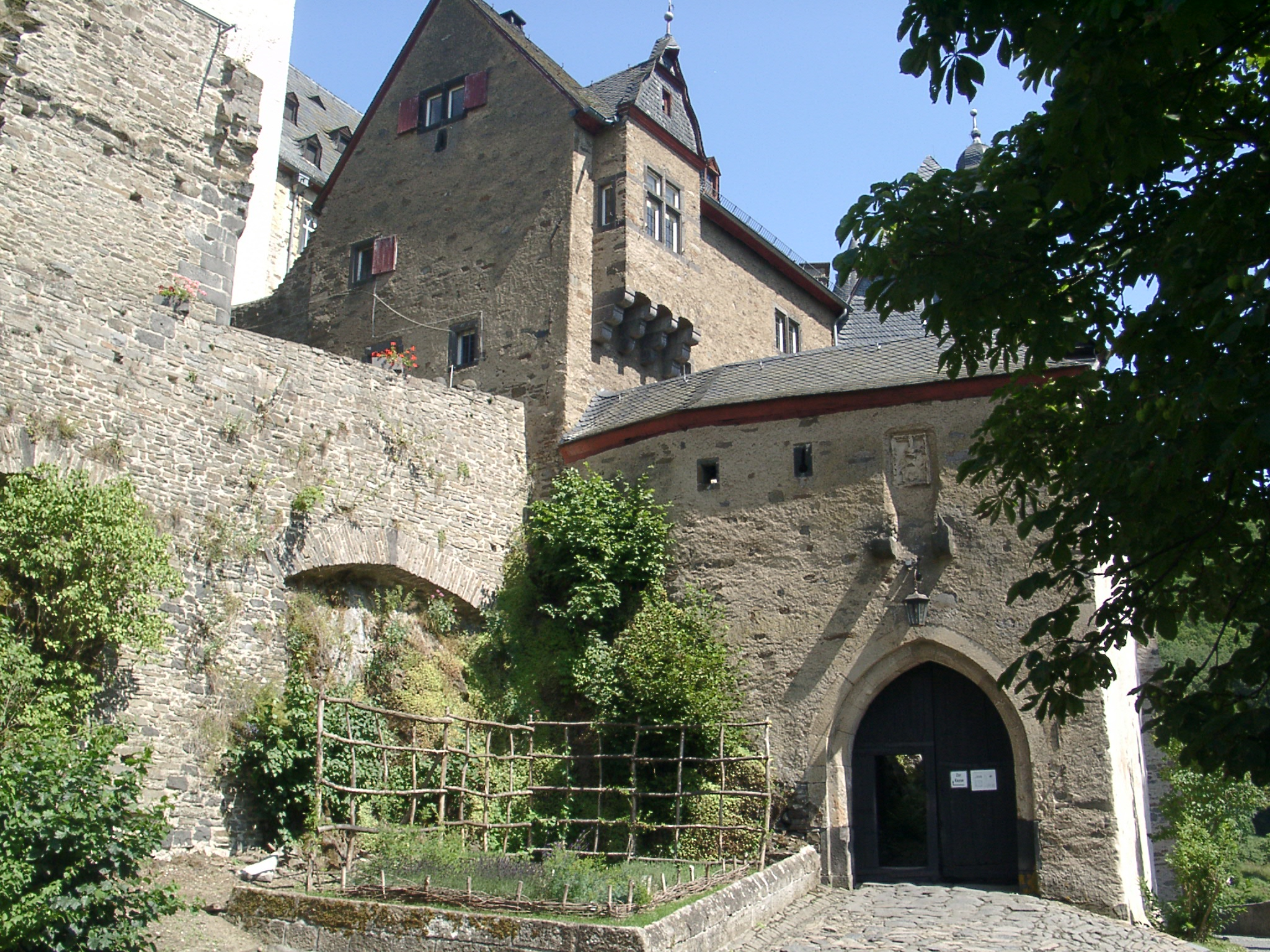
El pati interior del castell.

El castell de Bürresheim, el castell d'Eltz i el castell de Lissingen són els únics castells de la riba esquerra del Rin en l'estat de Renània-Palatinat que no han estat mai destruïts.
Es compon de diferents edificis, sent el campanar un dels primers a ser construït. Els diferents edificis s'han anat afegint els uns als altres entre el segle xii i el segle xiii. Les armadures dels diferents sostres coberts de pissarra i les torres daten de l'origen de l'edifici.
A partir de l'any 1700, es pot veure un petit jardí barroc que està al sud del castell.

## Història

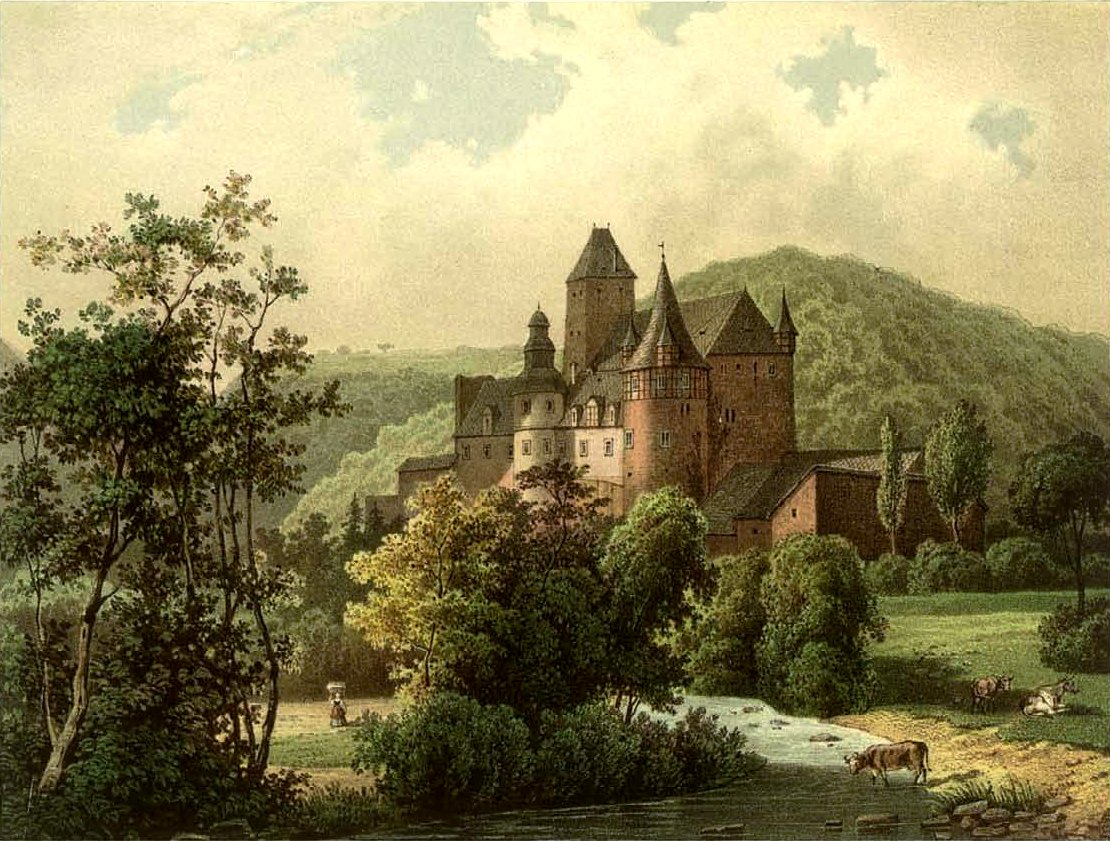
El Castell cap a 1860, col·lecció d'Alexander Duncker.

Una família noble que hi va viure durant generacions, fins a 1938, va col·leccionar nombroses peces de mobiliari del segle xv fins al XIX i pintures que mostren a la família i als prínceps, col·lecció que es pot veure actualment.
La torre de l'homenatge, que és la part més antiga del conjunt, data del segle xii. Les bases de l'ala est daten del segle xiv, així com les modificacions ulteriors que li han donat el seu aspecte exterior actual.
És possible imaginar la vida rudimentària de finals del segle xv observant les sales del castell que daten de la fi de l'edat mitjana. A cada pis podrem trobar un gran sala amb pilars de fusta de roure, bigues i xemeneies enormes, però més tard tenim peces més agradables, confortables, dividides en diverses més petites.

## Cinema
El castell de Bürresheim va aparèixer en la pel·lícula de 1989 Indiana Jones i l'última croada dirigida per Steven Spielberg. En aquest film, el castell va ser anomenat com Castell de Brunwald i situat a Àustria prop de la frontera alemanya.